# Лек'є (департамент)
Лек'є — департамент Центрального регіону у Камеруні. Департамент займає площу 2989 км² і станом на 2001 рік мав 354 864 населення. Адміністративний центр департаменту знаходиться в Монателе. Він названий на честь річки Лек'є.

## Підрозділи
Департамент адміністративно поділений на дев'ять комун і в свою чергу на села.

### Комуни
- Батченга

- Ебебда
- Еліг-Мфомо
- Еводула
- Лобо
- Монателе
- Обала
- Окола
- Са'а

## Населення
Департамент населяють ітони (понад 80%), інші малі племена, такі як елендес, цінга, емомбо та мангісса, які є двомовною етнічною групою, яка поступово відмовилася від своєї власної мови латі (мова мбам), розташованої на півночі районів Саа та Ебебда, діалекту, яким розмовляють Ітони. У північно-східній частині використовується тукі, інша мова беті Мбаму, в районі Батченга. Ці народи в основному займаються землеробством і виробляють від 60 до 70% продуктів харчування, що продаються на ринку Яунде. Цьому сприяє близькість до столиці. 